# Lam Ba Tư
Lam Ba Tư hay xanh Ba Tư có 3 tông màu chính:  lam Ba Tư thật sự: màu xanh lam sáng trung bình; lam Ba Tư vừa hay lam Ba Tư trung bình (màu lam ánh xám nhạt trông hơi có ánh chàm); và một loại xanh lam sẫm, được nói tới như là chàm Ba Tư hay lam Ba Tư sẫm, gần với màu web chàm.
Các màu khác gắn với Ba Tư còn có hồng Ba Tư, hồng mai côi Ba Tư, đỏ Ba Tư, mận Ba Tư, cam Ba Tưvà lục Ba Tư.

## Lam Ba Tư
Màu lam Ba Tư được đặt tên theo màu lam của một số đồ gốm Ba Tư và màu của các loại gạch ngói men được sử dụng trong và trên nhà thờ và cung điện ở Iran và nhiều nơi khác ở Trung Đông.  Lam Ba Tư là đại diện cho màu của khoáng vật lapis lazuli có ở Ba Tư (Iran ngày nay) và Afghanistan. (Tên gọi của màu thiên thanh trong một số ngôn ngữ châu Âu cũng được đặt tên theo khoáng vật lapis lazuli, như tiếng Anh azure, tiếng Pháp azur, tiếng Ý azzurro, tiếng Tây Ban Nha và tiếng Bồ Đào Nha azul, tiếng Nga лазурь v.v…).
Ghi chép đầu tiên về việc sử dụng từ Persian blue đẻ chỉ tên màu trong tiếng Anh là vào năm 1669.

## Các biến thể

### Lam Ba Tư vừa
Tông màu vừa (trung bình) của lam Ba Tư chỉ ra ở bên phải là màu gọi là lam Ba Tư trong mẫu màu #178 của danh sách màu ISCC-NBS.

### Chàm Ba Tư
Màu chàm Ba Tư được hiển thị ở bên phải. Tên gọi khác trong tiếng Anh cho màu này (hiện nay ít sử dụng) là màu regimental (trung đoàn). Tên màu được gọi như thế là do trong thế kỷ 19 thì nó là màu xanh hải quân của đồng phục được sử dụng tại nhiều quốc gia phương Tây.
Chàm Ba Tư được đặt tên như vậy là do sự gắn liền của nó với các sản phẩm đến từ Ba Tư: Các loại quần áo được nhuộm màu bằng bột chàm.
Sử dụng lần đầu tiên từ regimental (tên gọi gốc trong tiếng Anh cho màu ngày nay gọi là chàm Ba Tư) như là một tên gọi màu trong tiếng Anh là vào năm 1912.

## Trong văn hóa

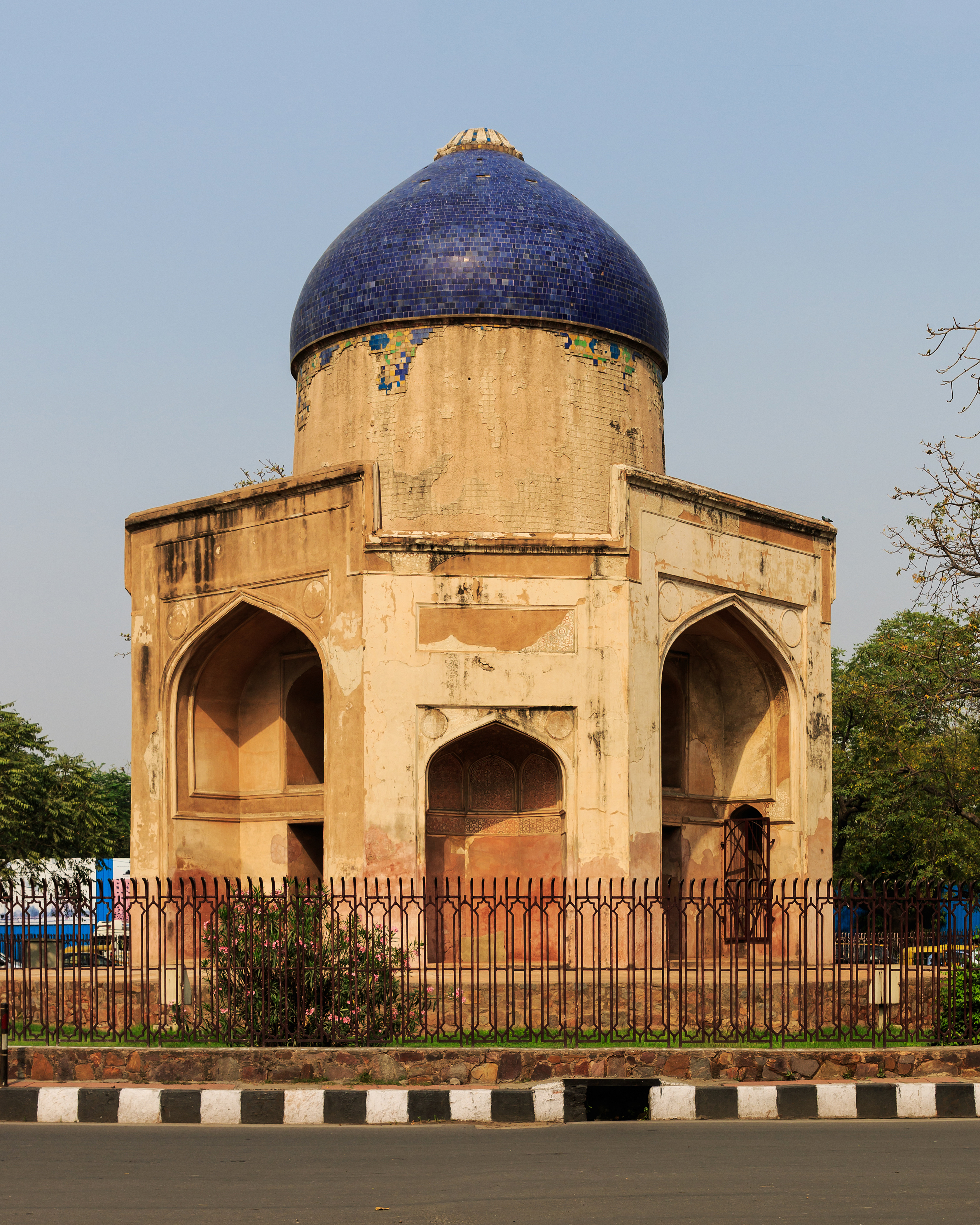
Mái vòm chịu ảnh hưởng Ba Tư này tại Delhi, Ấn Độ ốp ngói màu lam Ba Tư.

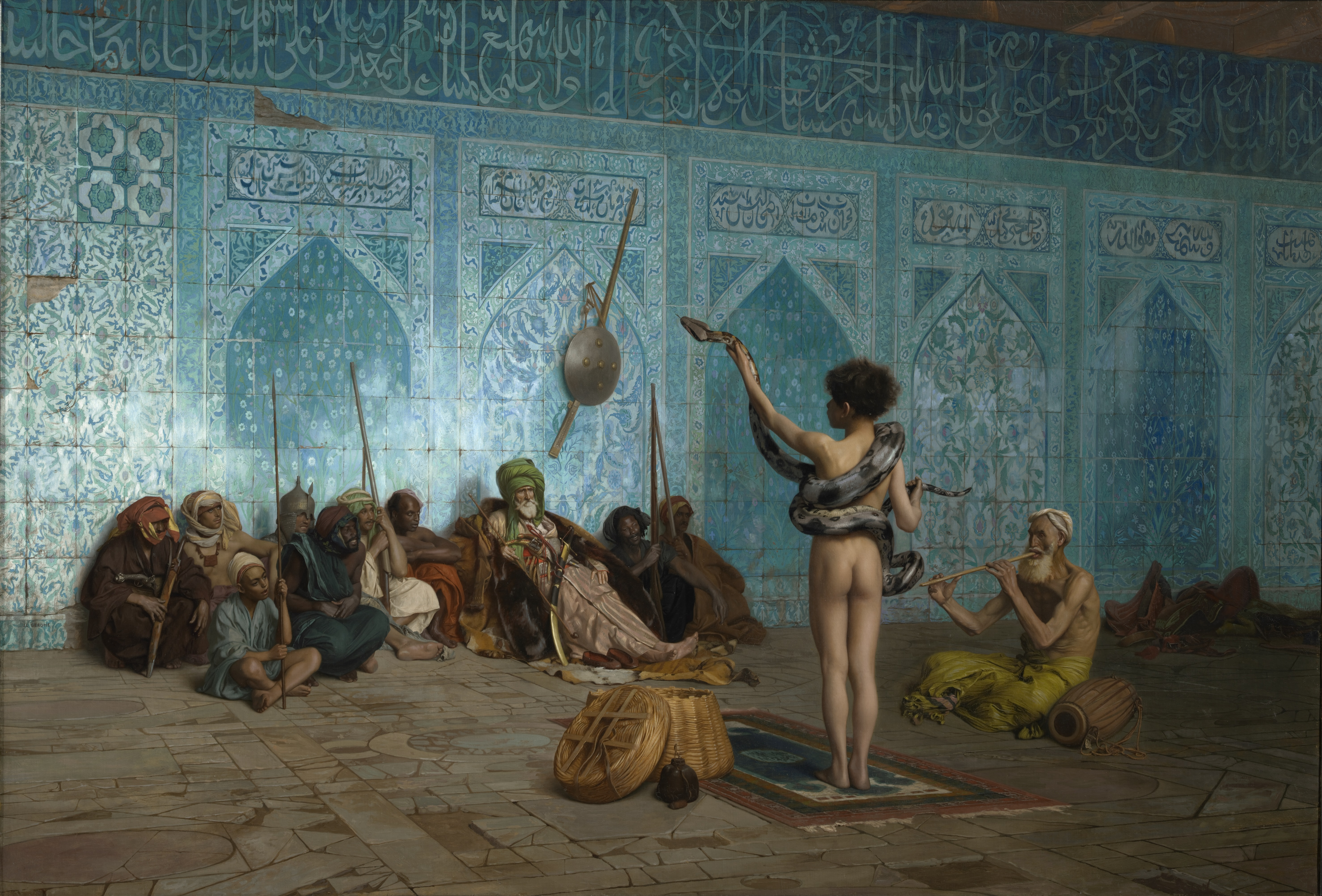
The Snake Charmer: Tranh sơn dầu của Jean-Léon Gérôme năm 1870, vẽ cảnh một người đang mê hoặc con rắn tại chợ Ba Tư, với gạch ốp màu lam Ba Tư trên bức tường hậu cảnh.

### Kiến trúc
- Nhiều thánh đường Hồi giáo tại Iran, như thánh đường Shah (nay gọi là thánh đường Imam) ở Isfahan, với gạch ốp tường bên trong màu lam Ba Tư hay các biến thể gần với màu này.

### Quân sự
- Màu chàm Ba Tư, như được đề cập trên đây, ban đầu được gọi trong tiếng Anh là regimental, do tên gọi này từng là màu của đồng phục của hải quân một loạt các quốc gia vào cuối thế kỷ 19 và đầu thế kỷ 20, do thực tế là rất dễ dàng và không tốn kém trong việc sử dụng thuốc nhuộm màu chàm để nhuộm màu các bộ đồng phục hải quân.

### Siêu hình họcthời đại mới
- Một số sách siêu hình (về các chủ đề như Bảy tia sáng) do nhà nữ tiên tri Thời đại mới người Anh là Alice Ann Bailey (1880-1949) viết (bà tuyên bố rằng được chân sư thông thiên Djwhal Khul truyền bằng thần giao cách cảm), do Lucis Trust phát hành, được các tín đồ của bà gọi là tài liệu của Alice A. Bailey, trong các ấn bản đầu tiên cho tới cuối thập niên 1970 gắn với thông linh lam Ba Tư mờ, nhưng kể từ thập niên 1980 thì gắn với thông linh lam Ba Tư bóng.

### Thảm Ba Tư
- Khi thảm Ba Tư màu lam được sản xuất tại Iran, chất liệu lam Ba Tư là một trong những tông màu lam được sử dụng phổ biến nhất.